# О’Коннор, Стефан
Стефан Рамон Сьюэлл О’Коннор (англ. Stefan Ramone Sewell O’Connor; родился 23 января 1997 года в Лондоне, Англия) — английский футболист, защитник.

## Клубная карьера
Стефан перешёл в «Арсенал» из «Кристал Пэлас» в тринадцатилетнем возрасте. 10 октября 2014 года он подписал свой первый профессиональный контракт с этим клубом. В сезоне 2014/15 он прекрасно проявлял себя в матчах молодёжного чемпионата Англии и начал привлекаться к играм первой команды. Дебют Стефана в составе «Арсенала» состоялся 9 декабря 2014 года, он сыграл 13 минут в матче Лиги Чемпионов с «Галатасараем».
26 ноября 2015 года Стефан на правах аренды перешёл в клуб «Йорк Сити», сроком до 6 января 2016 года.